# Victoriasjön

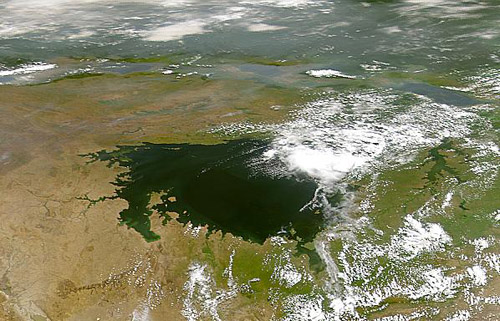
Victoriasjön sedd från rymden, vy mot väst. Bakom Victoriasjön bildar andra av de stora sjöarna en båge. I bakgrunden syns Kongos molnhöljda skogar.

Victoriasjön och östafrikanska gravsänkesystemet.

Victoriasjön eller Viktoriasjön (luganda: Nalubaale; Nyanza på flera språk, förr ibland Ukerewesjön) är den största av Afrikas stora sjöar. Sjön är belägen på en högslätt i den västra delen av östafrikanska gravsänkesystemet på gränsen mellan Tanzania, Uganda och Kenya.
Sjön är med sina 68 870 kvadratkilometer Afrikas till ytan största sjö och världens näst största sötvattensjö. Victoriasjön är relativt grund (82 meter som djupast) och är med sin volym på omkring 2 750 kubikkilometer världens sjunde största sötvattensjö räknat i vattenmängd.
Sjön får det mesta av sitt vatten via direkt nederbörd. Dess största inflöde är Kagerafloden, vars utlopp ligger på sjöns västra sida. Den enda flod som har sjön som källa är Vita Nilen som lämnar sjön vid Jinja i Uganda, på sjöns norra sida.
Det finns mer än 3 000 öar i Victoriasjön av vilka många är bebodda. Bland dessa finns Sseseöarna i Uganda, en skärgård med 80 öar i den nordvästra delen av sjön, som är ett populärt turistmål.
Sjön är uppkallad efter drottning Viktoria av Storbritannien av John Hanning Speke, den förste europé som såg sjön.
Sjön är hem för många fiskarter som inte lever någon annanstans, särskilt ciklider. Invasiva fiskar, som nilabborren, har drivit många endemiska arter till utrotning.

## Utforskande
De äldsta uppgifterna om Victoriasjön kommer från arabiska handelsmän som försökte etablera handelsförbindelser med inlandet i sin jakt på guld, elfenben, slavar och andra eftertraktade varor. En utmärkt karta från 1160-talet känd som Al Adrisi återger korrekt sjön och uppger också att den är Nilens källa.
Den första europeiska kontakten med sjön var under juli 1858. Av strategiska orsaker ville det brittiska imperiet få uppgifter om Nilens källa och skickade upptäcktsresanden John Hanning Speke och Richard Burton att lokalisera källan. Då Burton var sjuk och uppehöll sig vid Tanganyikasjön nådde Speke Victoriasjöns södra stränder. Han blev genast övertygad att han upptäckt Nilens källa och döpte sjön efter den engelska drottningen. När Burton fick höra om Spekes anspråk blev han rasande. Det offentliga gräl som blev följden väckte stor debatt i samtidens vetenskapskretsar och sporrade andra upptäckare att klargöra sanningshalten i Spekes upptäckt.
Den berömde brittiske missionären och upptäcktsresanden David Livingstone misslyckades i sina försök att verifiera Spekes anspråk. Han hamnade för långt väster ut där han istället nådde Kongofloden. Det var under den resan som Stanley ska ha träffat på den sjuke och dystre Livingstone och hälsat honom med de berömda orden: "Livingstone, förmodar jag". Till sist blev det den amerikanske upptäcktsresanden Henry Morton Stanley som lyckades få Spekes upptäckt bekräftad genom att segla runt sjön och upptäcka Nilens utlopp vid Owenfallen i norra delen av sjön.

## Ekologi och sociala faktorer
Victoriasjön har en avgörande betydelse för de miljoner människor som lever längs dess stränder, en av världens mest tätbefolkade regioner.
Sjöns ekosystem är fullständigt ödelagt. Under 1950-talet introducerades nilabborre i sjön i ett försök att öka avkastningen från fiskenäringen. Nilabborren blev en katastrof för sjöns ekosystem och av de ursprungligen flera hundra endemiska arterna återstår idag bara ett fåtal. Den initialt goda avkastningen som nilabborren innebar har minskat kraftigt på grund av utfiskning. Dock finns det uppgifter om att de lokala arterna har börjat återhämta sig.
Ett ekologiskt problem med lyckligare utgång har kampen mot vattenhyacinter varit. Vattenhyacinten, som importerades från tropikerna i Sydamerika, täcker vattenytan med tjocka mattor av växtlighet, vilket orsakade stora problem för sjöfart, fiske, vattenkraftanläggningar och dricksvattenförsörjningen. 1995 var 75 procent av Ugandas kust täckt av växterna. Eftersom problemet inte tycktes kunna lösas med kemikalier eller genom att ta bort växterna för hand, valde man att inplantera en skalbagge som ogräsmedel istället. Resultatet blev mycket lyckat.

## Transporter
Sedan 1900-talet har färjor mellan Uganda, Tanzania och Kenya varit ett viktigt transportmedel i regionen. Victoriasjöns huvudhamnar är Kisumu, Mwanza, Bukoba, Entebbe, Port Bell och Jinja. 1966 introducerades tågfärja mellan Kenya och Tanzania med skeppen MV Uhuru och MV Umoja. Färjan MV Bukoba som introducerades samtidigt sjönk 21 maj 1996 med ett resultat av mellan 800 och 1000 döda, vilket är en av Afrikas värsta katastrofer till sjöss.

## Nalubaale-dammen

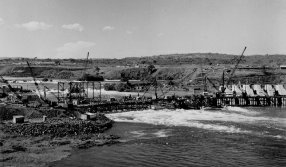
Konstruktionen av Owen Falls-dammen.

Vid Jinja, Uganda ligger det enda utflödet ur Viktoriasjön. Där ligger vattenkraftverket Nalubaale, tidigare känt som Owen Falls-dammen. Det började byggas 1954 av brittiska ingenjörer genom att spränga bort den 12 000 år gamla naturliga barriären. Därefter justerades flödet i den nya dammen till det företedda flödet på hastigheter mellan 300 och 1 700m3.
2002 färdigställde Uganda en andra kraftverksdamm i området med namnet Kiira, med hjälp av stöd från Världsbanken. År 2006 hade vattennivån i viktoriasjön nått ett lägsta-rekordnivå på 80 år. Daniel Kull, en lokal forskare som bor i Nairobi, Kenya räknade ut att Uganda lätt kan dubblera vattenmängden genom dammen, än det som hade avtalats. Och anses vara den primära anledningen till det plötsliga fallet i vattennivån.